# Дин, Паула
Паула Энн Хирс Дин (англ. Paula Ann Hiers Deen; род. 19 января 1947, Олбани, Джорджия) — американский шеф-повар, автор кулинарных книг и телеведущая. Лауреат премии Daytime Emmy Award в номинации «Лучший ведущий программы об образе жизни или кулинарной программы» (2007), «Домашняя кухня Паулы»).
В 2005 году она исполнила роль тёти Доры в трагикомедийном фильме «Элизабеттаун».
Дин избиралась главнокомандующей Парада роз в Пасадине в 2010 и 2011 годах.
Она опубликовала пятнадцать кулинарных книг за своим авторством.

## Личная жизнь
В 2004 году она вышла замуж за Майкла Грувера (род. 1956), капитана буксира в порту Саванны. У обоих супругов есть по двое детей от предыдущих браков. Трансляция церемонии бракосочетания Дин и Грувера велась на канале Food Network, где Паула трудилась с 1999 года.
17 января 2012 года Паула Дин объявила, что за три года до этого у неё был диагностировали сахарный диабет 2-го типа.
Дин проживает в Саванне, штат Джорджия, где она владеет и управляет рестораном вместе со своими сыновьями, Джейми (род. 1967) и Бобби (род. 1970).